# Giovanni Bonazza
Pour les articles homonymes, voir Bonazza.
Giovanni Bonazza (né le 7 décembre 1654 à Venise, actif à Venise jusque vers 1695-1697, puis à Padoue entre les années 1695 et 1730, et mort le 30 janvier 1736 à Padoue), sculpteur italien.
Giovanni Bonazza est l’élève de Giusto Le Court (1627-1679) et de Filippo Parodi (1630-1702). Plus tard, il a notamment pour apprenti Francesco Bertos. Il est surtout connu pour ses figures Chinoises conservées à l’Université de Padoue ainsi que pour ses sculptures funéraires de Venise et Padoue, et ses statues de jardin.

## Débuts de l'artiste à Venise

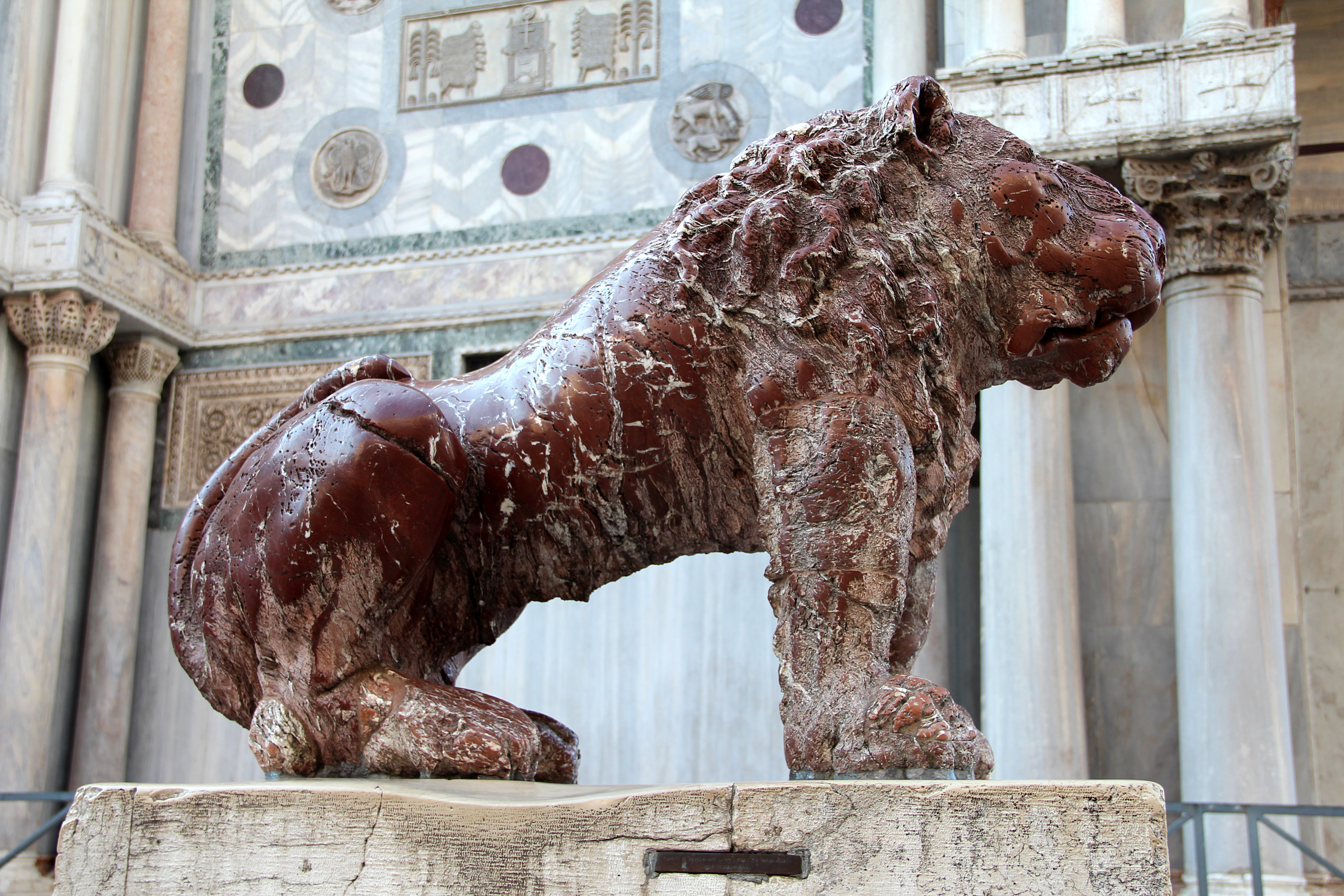
Un des deux lions en marbre rouge de Vérone (Giovanni Bonazza - 1722) de la Piazzetta dei Leoncini à Venise.

Père d’Antonio, Francesco et Tommaso, tous trois artistes du même nom, et dès lors à la tête d’un atelier très prolifique, Bonazza est un maître important pour ses enfants. Certains de leurs travaux collaboratifs sont répartis dans plusieurs églises de Padoue, comme aussi, à Venise, la Chapelle du Rosaire à San Giovanni e Paolo. De Giovanni nous sont également parvenues deux statues en marbre des saints Dominicus et Rosa conservées dans l’église Sant’Antonio Abate à Rovigo.
Ses premières œuvres incluent les statues de Saint Pierre et Saint Paul pour la façade de l’église de paroisse à Fratta Polesine (1682), le monument à Alexandre VII dans la cathédrale de Trévise (1689), et d’autres sculptures visibles à Venise telles que le Monument à Girolamo Garzoni de la façade intérieure de l’église Santa Maria Gloriosa dei Frari. En 1693, il s’occupe du grand-autel de l’église d’Ospedale à Vérone, édifice aujourd’hui détruit. D’abord d’un style proche du profond classicisme de Josse de Corte son premier maître, il s’en départit dès Alexandre VII, plus influencé par l’art baroque de Filippo Parodi.

## Années padouanes
Entre 1695 et 1697, Bonazza s’installe à Padoue avec sa famille et participe à de nombreux chantiers : il produit La Méditation, L’Obéissance et deux Anges en pierre entre 1697 et 1703 pour le couronnement du grand-autel de l’église Santa Caterina de Padoue, mais également San Paolo et Deux Anges, eux aussi en pierre et trônant aujourd’hui sur la façade de la Paroissiale de San Bellino à Rovigo, quoiqu’ils aient été prévus à l’origine pour son grand-autel. Les quatre Vertus ornant les niches de la Chapelle majeure depuis 1700 lui sont par ailleurs dues.
Le sculpteur contribue à partir de la toute fin du XVIIe siècle et jusque vers 1710 à l’enrichissement de la Chapelle du Reliquaire (dite aussi du Trésor) de la Basilica di Sant’Antonio de Padoue, commencée par Parodi. Il y ajoute les décorations marmoréennes sur les pilastres de l’entrée en 1697-8, en dessine le dallage en 1707, et exécute la statue de Sant’Antonio destinée à nicher au-dessus de la porte de la sacristie. Il commence en 1703 à creuser les blocs de marbre pour l’autel de l’Addolorata à Santa Maria dei Servi de Padoue, où de vastes volutes de marbre entourent délicatement les reliefs de bronze des Sept Douleurs de la Vierge. Parmi ses autres travaux religieux figurent les marbres de Saint Antoine, Innocence, Patience et Zénon et Fidenzio avec les Anges, 1707-10, sur l'autel de San Antonio à la cathédrale Montagnana.

## Œuvres tardives

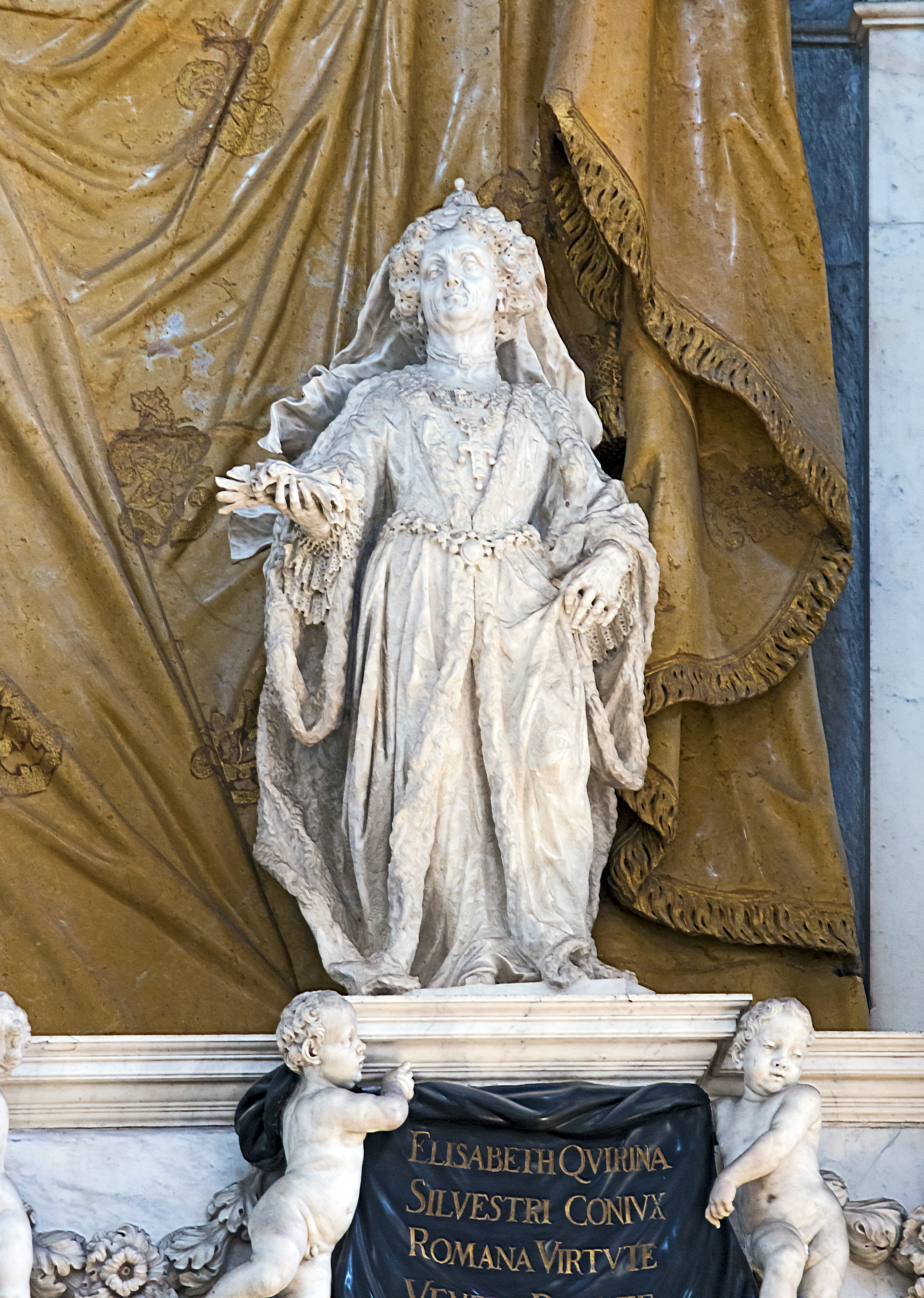
Dogaresse Elisabetta Querini San Zanipolo

Les délicats et tendres anges de marbre 1710 sur le grand-autel de l’église paroissienne à Bovolenta, les marbres Saint Marc et Saint Daniel pour le grand-autel de l’église de paroisse à Ponte dei Brenta en 1714, son Christ en bois polychrome pour l’École del Santo (1715), les quinze saints en stuc de 1722 dans les niches de la nef et de la croisée de l’église collégiale de Candiana, et le buste d’Elena Lucerzia Cornaro Piscopia (1727) de l’église del Santo témoignent de la variété des médiums et genres traités par Bonazza au cours de sa carrière.
Dans la basilique de San Zanipolo à Venise. Plusieurs œuvres lui ont été commandées. Pour le Monument de la famille Valier : La vertu couronne le mérite, et la célèbre statue de la Dogaresse Elisabetta Querini. Mais également 
les hauts-reliefs en marbre 1730-2 pour la Chapelle du Rosaire, toujours à présent in situ, sont exécutés en collaboration avec ses fils, quoique l’Annonciation soit de sa seule main.
Pour l’église Santa Maria dei Servi à Padoue il réalise les deux anges adorateur de part et d'autre du maître autel en 1733.
Il demeure aussi beaucoup de sculptures de jardin créées par Bonazza, dont Aurore, Midi, Soir et Nuit datant de 1719, pour le jardin d’été à Saint-Pétersbourg, les figures en pierre tendre, ou pietra tenera, des Indiens pour la Villa Breda à Ponte di Brenta, qui combinent pathos et humour subtil, apport fort original dans la sculpture italienne du XVIIIe siècle. Des figures mythologiques, en pierre tendre également, et commandées pour la Villa Pisani à Stra datent des années 1720.